# اس‌ام یوسی-۱۰۵
اس‌ام یوسی-۱۰۵ (به انگلیسی: SM UC-105) یک زیردریایی بود که طول آن ۱۸۵ فوت ۵ اینچ (۵۶٫۵۲ متر) بود. این زیردریایی در سال ۱۹۱۸ ساخته شد.